# Hvalba
Hvalba es una localidad y un municipio de las Islas Feroe, localizado en el norte de Suðuroy. El municipio incluye las localidades de Hvalba y Sandvík, y la isla deshabitada de Litla Dímun.
Hvalba es una de los principales lugares agrícolas de las Feroe y uno de los sitios más propicios para la caza tradicional de cetáceos. Es también el único lugar del archipiélago donde persiste la minería del carbón.

## Historia

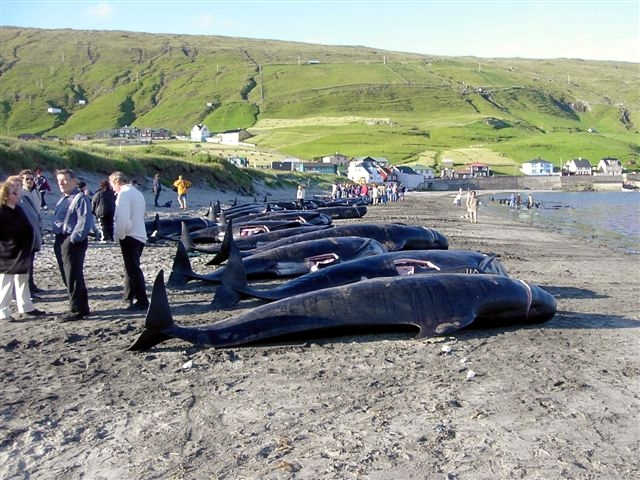
La playa de Hvalba tras una jornada de caza de calderones.

Muy posiblemente Hvalba fue fundada durante la colonización vikinga de las islas, en el siglo IX. Su nombre proviene de hval: ballena, y bø: terreno, por lo que se traduciría como lugar de ballenas. Históricamente, el fiordo y la playa de Hvalba han figurado entre los mejores sitios para la caza tradicional de ballenas (grindadráp).
En el siglo XVII el pueblo, al igual que varios más en las Feroe, fue atacado por piratas berberiscos. En 1629 tres barcos piratas saquearon Hvalba. Uno de ellos se llevó 30 mujeres y niños, que fueron vendidos como esclavos en África del norte. Los otros dos barcos naufragaron el fiordo; los cuerpos fueron arrastrados a la costa y sepultados por los habitantes de Hvalba en un sitio que aún es llamado turkargravir (tumbas de los turcos).
En algún tiempo, Hvalba fue la localidad más importante de la isla y una de las mayores de las Feroe. Al encontrarse en el norte de Suðuroy, era uno de los puntos de conexión más rápida con Tórshavn por medio de un transbordador. Su amplio terreno plano era muy propicio para la agricultura y la ganadería, pero con la creciente importancia de la pesca como motor económico del archipiélago, el pueblo perdió importancia en favor de Vágur y Tvøroyri.
En Hvalba se extrajo carbón, mineral, estas minas se explotaron desde la década de 1770 y llegó a ser una importante fuerte energética en las Feroes hasta la Segunda Guerra Mundial.
En la década de 1960 Hvalba fue conectada por carretera con Sandvík y Trongisvágur a través de dos túneles al norte y al sur de la población, respectivamente.

## Geografía

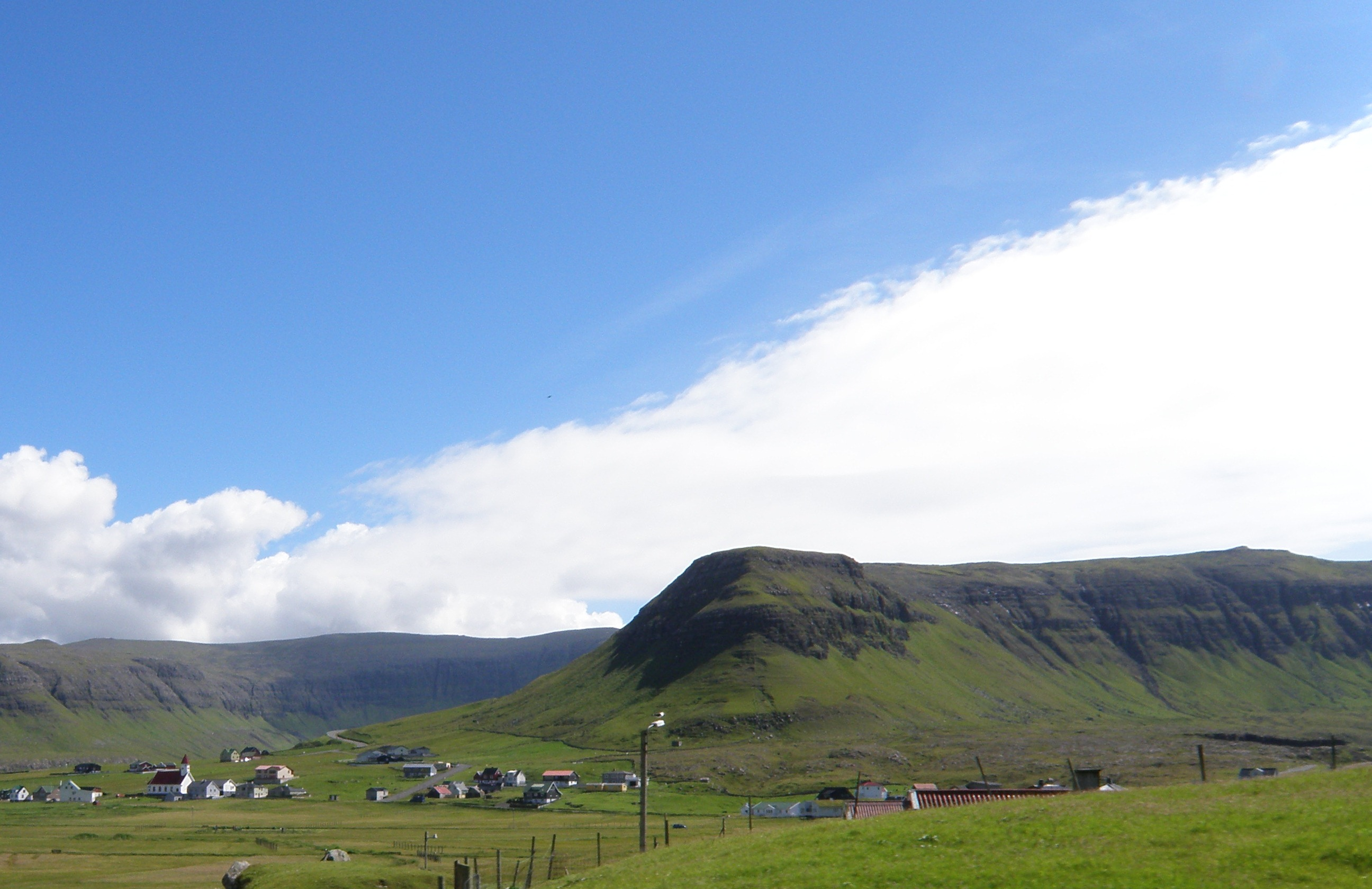
El pueblo de Hvalba y el Prestfjall.

Hvalba está enclavada en el norte de Suðuroy, al fondo del Hvalbiarfjørður. El sitio es un valle entre dos istmos: el Norðbergseiði, al norte, y el Hvalbiareiði al sur, y ambas costas de la isla están en este punto muy cercanas una de la otra. La costa occidental es abrupta y prácticamente inaccesible, mientras que en la costa oriental hay dos amplias playas: una al norte donde está el pueblo de Hvalba propiamente dicho, y otra al sur, donde está el asentamiento de Nes.
Hay cuatro pequeños lagos en el municipio: dos al oeste, que desaguan en un riachuelo que eventualmente desemboca en la playa de Hvalba; uno que desemboca en la playa de Nes, y otro más en un valle aislado del municipio, en los límites con Tvøroyri.
El valle de Hvalba se encuentra rodeado de montañas, y su acceso por vía terrestre fue difícil durante la mayor parte de su historia,  hasta la construcción de los túneles que la unen con los pueblos vecinos. Al norte se encuentra la montaña Skálafjall y al sur el Prestfjall.
Dentro del municipio de Hvalba hay otro valle, localizado al norte de la capital e igualmente aislado, donde se enclava el poblado de Sandvík, el más septentrional de Suðuroy.

## Demografía

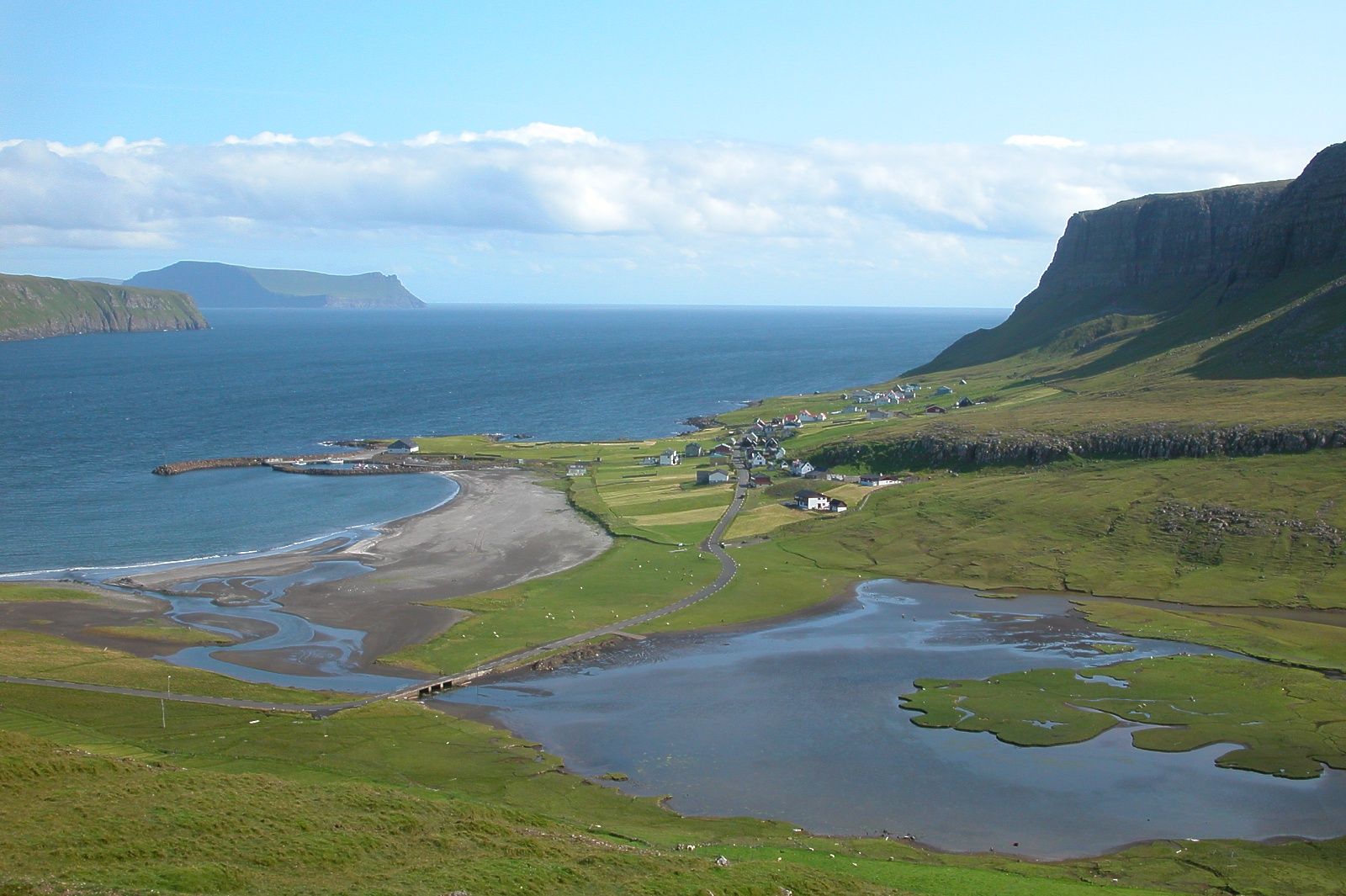
El barrio de Nes, con su lago y su playa. Al fondo, la isla Stóra Dímun.

El municipio incluye dos localidades, Hvalba y Sandvík, que en total suman 712 habitantes en 2011. La población ha venido reduciéndose, y como comparación, en 1985 había 828 habitantes. El pueblo de Hvalba cuenta con 616 habitantes en 2011, mientras que en 1985 tenía 716. 
Nes, un lugar al este del centro de Hvalba, se considera parte integral de este, es decir, no es una localidad estadísticamente separada. La isla de Litla Dímun ha estado deshabitada desde siempre.
| Localidad | Hab. (2011) |
| --------- | ----------- |
| Hvalba    | 616         |
| Sandvík   | 96          |
| TOTAL     | 712         |

## Economía e infraestructura

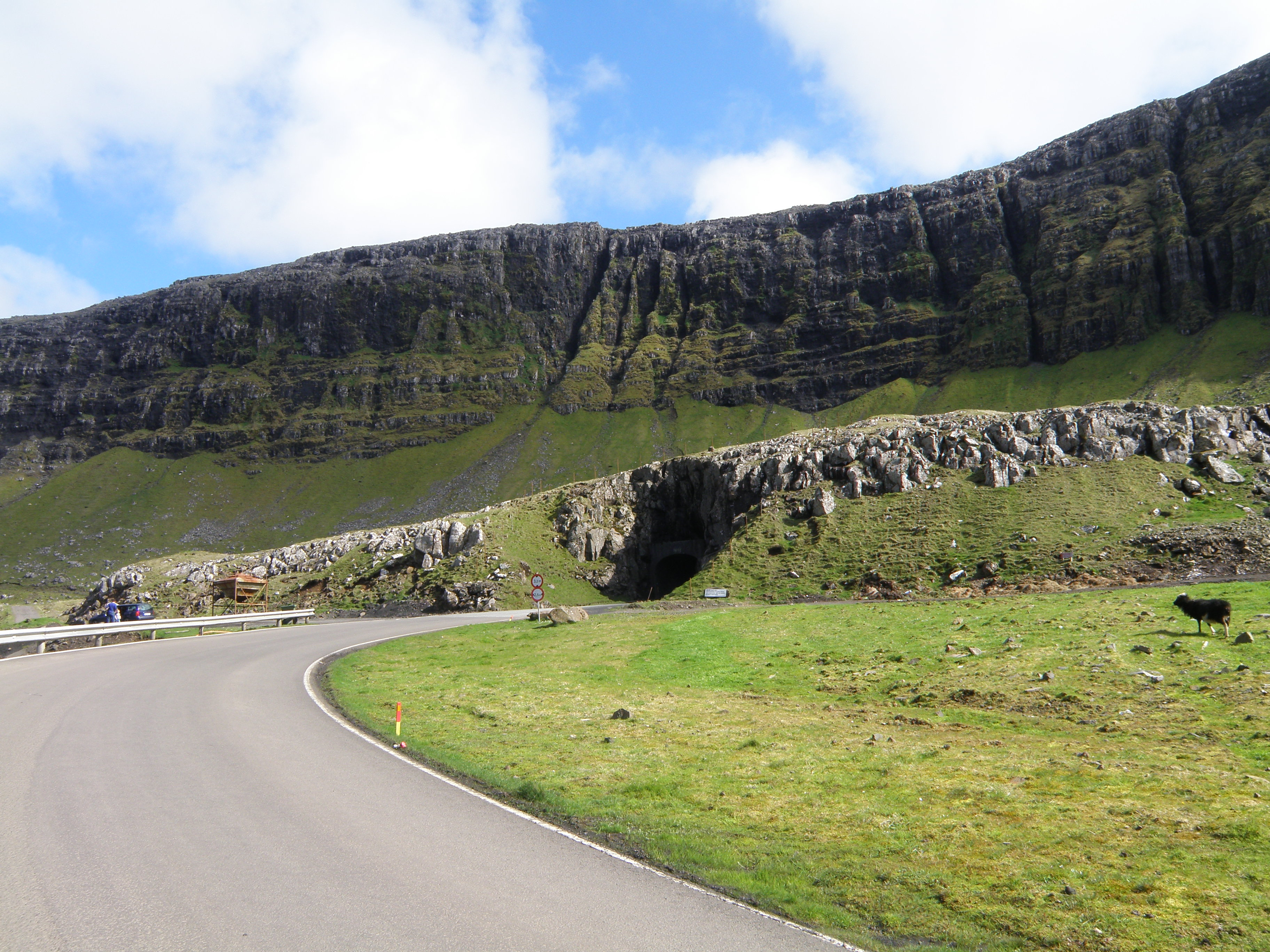
Túnel de Hvalba que lleva a Trongisvágur.

El valle de Hvalba es uno de los mejores sitios en las Feroe para la práctica de la agricultura. Sin embargo, en la actualidad la pesca es la actividad principal. Hay una fábrica procesadora de pescado.
Otra actividad importante fue la minería de carbón, uno de los pocos yacimientos en las islas. Actualmente hay una mina de carbón con una actividad meramente testimonial, financiada por el Estado y utilizada con fines turísticos.
Entre otras actividades tradicionales se encuentra la caza de ballenas y la ganadería de ovejas.
Hvalba cuenta con dos pequeños puertos en la costa oriental y un pequeño embarcadero para botes pesqueros en la costa occidental. La comunicación con el resto de la isla por vía terrestre es través de dos túneles construidos en los años 1960, que carecen de las comodidades de los más modernos túneles feroeses: son estrechos y bajos, y los camiones grandes no pueden pasar a través de ellos. La fábrica de pescado de Hvalba tiene que utilizar transportes especiales.

## Cultura y deporte
En Hvalba hay una escuela primaria y una escuela nocturna para adultos.
Hay un salón deportivo de usos múltiples y un campo de fútbol, donde juega el equipo local, el Royn.